# Pitta vigorsii
Pitta vigorsii — вид горобцеподібних птахів родини пітових (Pittidae).

## Поширення
Ендемік Індонезії. Поширений на островах навколо моря Банда (Банда, Ватубела, острови Кай, Бабар, Сермата, Дамар і на Романгових островах).

## Опис
Птах завдовжки 19 см. У нього чорна голова, білі підборіддя та горло. Верхня частина тіла темно-зелена з бірюзово-блакитним крупом і блакитною плямою на крилах. Нижня частина тіла коричнева. Очі темно-карі, дзьоб чорний, а ноги від світло-тілесного до червонувато-коричневого кольору.